# Entraînement en altitude
L'entraînement en altitude est une méthode utilisée par les sportifs pour améliorer leurs performances avec des stages pouvant durer plusieurs semaines.
En altitude, la pression partielle de dioxygène dans l'air diminue. Afin de s'adapter à cette plus faible proportion de dioxygène, l'organisme augmente la concentration en globules rouges dans le sang pour garantir la même disponibilité de dioxygène aux organes, augmentant naturellement la VO2max et les performances cardio-respiratoires du sportif. Lors d'une compétition sportive suivant l'entraînement en altitude, le sang du sportif transportera plus d'oxygène vers les muscles, ce qui aide à produire de meilleures performances.
L'effet de l'entraînement en altitude est le plus important pour les sports d'endurance comme la course à pied, le cyclisme ou encore le ski de fond et pour les sports pratiqués en montagne. Il est crucial lorsqu'une compétition se déroule en altitude. Cependant, des sportifs peuvent être tentés de justifier leurs anomalies sanguines provoquées par d'autres moyens (dopage à l'EPO de synthèse par exemple) par un stage en altitude car l'effet sur le corps (surproduction de globules rouges) est identique.